# Don Walsh
Don Walsh (født 2. november 1931, død 12. november 2023) var en amerikansk ubådskaptajn i den amerikanske flåde og oceanograf. Han og Jacques Piccard var om bord på batyskafen Trieste, da den gennemførte sin rekordbrydende dykning ned til Challengerdybet i Marianergraven. De målte dybden til 10.916 m, men senere og mere præcise opmålinger har fastsat dybden til at være 10.911 m.

## Biografi
Dr. Walsh er ofte blevet sat i forbindelse med geografisk videnskab, ingeniørkunst, og marinepolitik igennem mere end 30 år. Han gjorde tjeneste som officer i den amerikanske flåde og havde rang af kommandør, da han lod sig pensionere. Han brugte femten år på havene, mest i ubåde, og var kaptajn på disse. Yderligere arbejdede han med ocean-relateret forskning og udvikling for den amerikanske flåde.

## Eksterne kilder
- Wikimedia Commons har flere filer relateret til Don Walsh